# بریزبن
بریزبِن (بریزبِین) (به انگلیسی: Brisbane و تلفظ آن brɪz.bən) پایتخت و پرجمعیت‌ترین شهر در ایالت کوئینزلند استرالیا و سومین شهر پر جمعیت در استرالیا می‌باشد که در جنوب شرقی کویینزلند واقع شده‌است. کلان‌شهر بریزبن‌ در سال ۲۰۲۱ جمعیت ۲٬۵۶۸٬۹۲۷ نفری داشت.
بریزبن، یکی از قدیمی‌ترین شهرهای استرالیا، در زمین‌های سنتی مردم توربل تأسیس شد، که نام آنها برای منطقه ای که این شهر در آن واقع شده‌است، میدجین است (با نام Mee-an-jin) این شهر به دلیل رودخانه بریزبن که روی آن قرار دارد نامگذاری شده‌است که به نوبه خود به نام توماس بریزبن، فرماندار نیو ساوت ولز در زمان تأسیس شهر نامگذاری شده‌است. شهرک کیفری موروتن خلیج در سال ۱۸۲۴ در ردکلیف، کوئینزلند به عنوان محلی برای مجرمان ثانویه از مستعمره سیدنی تأسیس شد و به زودی در سال ۱۸۲۵ به اسکله شمالی نقل مکان کرد و در سال ۱۸۴۲ به شهرک آزاد راه یافت. ولز در سال ۱۸۵۹، در طول جنگ جهانی دوم، بریزبن نقش اصلی در مبارزات متفقین را ایفا کرد و به عنوان فرماندهی منطقه جنوب غربی اقیانوس آرام برای ژنرال ارتش ایالات متحده داگلاس مک‌آرتور خدمت کرد.
این شهر، شهری با چندگانگی فرهنگی بالاست به‌طوری که که ۳۳٫۱ درصد از جمعیت آن متولد کشورهای دیگر غیر از استرالیا هستند.  بریزبن به عنوان یک شهر جهانی (Beta +) طبقه‌بندی می‌شود، و دارای رتبه بالایی در رتبه‌بندی زیست‌پذیرترین شهرهای جهان است. بریزبن به خاطر معماری متمایز کوئینزلندر، و فرهنگ غذاخوری و آشپزی در فضای باز مشهور است. بریزبن همچنین از طریق آثار Canon David John Garland منشأ سنت روز آنزاک بود. یک مرکز حمل و نقل، بریزبن توسط یک شبکه بزرگ ریلی حومه ای، شبکه‌های معروف اتوبوسرانی و کشتی و همچنین سومین فرودگاه بریزبن و بندر دریایی پر رفت و آمد استرالیا سرویس دهی می‌شود. بریزبن میزبان رویدادهای بزرگی از جمله بازی‌های مشترک المنافع ۱۹۸۲، World Expo 88 و نشست G20 2014 بوده‌است. بریزبن به عنوان میزبان بازی‌های المپیک تابستانی ۲۰۳۲ در ژوئیه ۲۰۲۱ انتخاب شد.
بریزبن یک مقصد محبوب گردشگری است. از مهمترین مکانهای دیدنی و دیدنی می‌توان به South Bank Parklands و مرکز فرهنگی کوئینزلند از جمله مرکز هنرهای نمایشی کوئینزلند و گالری هنری و گالری هنرهای مدرن کوئینزلند، باغ گیاه‌شناسی شهر، میدان کینگ جورج و تالار شهر، پل داستان، کوه کوه tha Botanic Gardens and Lookout, Lone Pine Koala Sanctuary, Howard Smith Wharves, New Farm Park، پارک ملی D'Aguilar و خلیج مورتون و جزایر آن مانند جزیره مورتون و سنت هلنا اشاره کرد.

## تاریخچه

### بیش از قرن نوزدهم
اعتقاد بر این است که استرالیایی‌های بومی ساکن جنوب غربی کوئینزلند ۳۲٬۰۰۰ سال است که زندگی می‌کنند و جمعیتی پیش‌بینی شده بین ۶٬۰۰۰ تا ۲۰٬۰۰۰ نفر قبل از کوچ سفید پوستان بوده‌است. [۱۵] [۱۶] در این زمان، منطقه بریزبن توسط مردم جرگه، از جمله گروه تورل، [۱۷] ساکن بود، که میدان منطقه ای است که در حال حاضر منطقه تجاری تجاری به عنوان میان جین است، یعنی «محل به شکل یک سنبله». [۱۸] شواهد باستان‌شناسی نشان می‌دهد که مهاجرت مکرر در اطراف رود بریزبن، و به ویژه در سایت که در حال حاضر به عنوان Park Musgrave مشهور است. [۱۹]

### قرن ۲۱
بعد از ۲ دهه افزایش جمعیت - بریزبن در سال ۲۰۱۱ دچار سیل زدگی بزرگی شد. رودخانه بریزبن به ارتفاع سال ۱۹۷۴ نرسید اما همچنان باعث خسارات فراوانی به شهر شد.
بریزبن همچنین، میزبانی بازی‌های نهایی خیرخواهانه در سال ۲۰۰۱، و همچنین برخی از بازی‌های جام جهانی راگبی و همچنین نشست ۲۰۱۴ بریزبین در گروه G20 برگزیده شد.
AMES

## جغرافیا
بریزبن مرکز ایالت کوئینزلند یا سرزمین ملکه در کشور استرالیا است. بریزبین بعد از سیدنی و ملبورن سومین شهر بزرگ استرالیا است. ساختار شهری بریزبین همانند دیگر شهرهای بزرگ استرالیا مشتمل بر مرکز شهر (Central Business District, CBD) و تعداد زیادی محله (Suburb) است.

## دیدنی‌های بریزبین
- رودخانه بریزبین
- پارک کرانه جنوبی رودخانه بریزبین South Bank Parklands
- گردشگاه کوهستانی کوتا Mt. Coot-tha با نمای کامل از شهر
- چشم‌انداز کانگورو پوینت Kangaroo Point
- کتابخانه ایالتی کوئینزلند Queensland State Library
- ساختمان کازینو
- ساختمان شورای شهر بریزبین
- موزه نیروگاه برق Powerhouse Museum

## دانشگاه‌ها
- دانشگاه کوئینزلند
- دانشگاه فناوری کوئینزلند
- دانشگاه گریفیث
- مجموعه دانشگاه‌های جیمزکوک

سایر دانشگاه‌های ایالت کوئینزلند 
- دانشگاه کاتولیک استرالیا Australian Catholic University
- دانشگاه کوئینزلند مرکزی
- دانشگاه کوئینزلند جنوبی
- دانشگاه سان‌شاین کوست

بریزبن همچنین در مرکز هنرهای نمایشی بومی قرار دارد. بریزبین بعلاوه خانه هنرهای نمایشی (هنرهایی که در مقابل عده‌ای به اجرا در می‌آید - مثل رقص، تئاتر، موسیقی و غیره) بومی‌های استرالیا (Aboriginal) می‌باشد.
سه کالج اصلی TAFE در بریزبن وجود دارد.
- مؤسسه شمال بریزبن - Brisbane North Institute of TAFE
- مؤسسه جنوبی متروپولیتن - Brisbane North Institute of TAFE
- Southbank Institute of TAFE.

بریزبن همچنین خانه مستقل بسیاری از دیگر رشته‌ها می‌باشد. از جمله دانشکده پزشکی استرالیا Australian College of Natural Medicine،
- کالج الهیات کویینزلند Queensland Theological College،
- کالج الهیات بریزبن - Brisbane College of Theology,
- QANTM (مؤسسه SAE)،
- مؤسسه موسیقی جاز Jazz Music Institute,
- Jschool: آموزش و پرورش روزنامه‌نگاری، آکادمی JMC

بسیاری از پیش دبستان‌ها، مدارس ابتدایی و دبیرستان‌های بریزبن تحت تعلیم آموزش و پرورش کوئینزلند، یک شاخه ای از دولت کوئینزلند هستند. همچنین تعداد زیادی از مدارس مستقل (خصوصی)، رومی کاتولیک، لوتری (Lutheran) و دیگر مدارس مسیحی نیز وجود دارد.

## شهرهای خواهرخوانده
- کوبه (شهر)، ژاپن
- اوکلند، نیوزیلند
- شن ژن، جمهوری خلق چین
- سمارانگ، اندونزی
- کائوسیونگ، تایوان
- دائه جون، کره جنوبی
- چونگ کینگ، جمهوری خلق چین
- لکنو - هندوستان
- ابوظبی، امارات متحده عربی

## نگارخانه

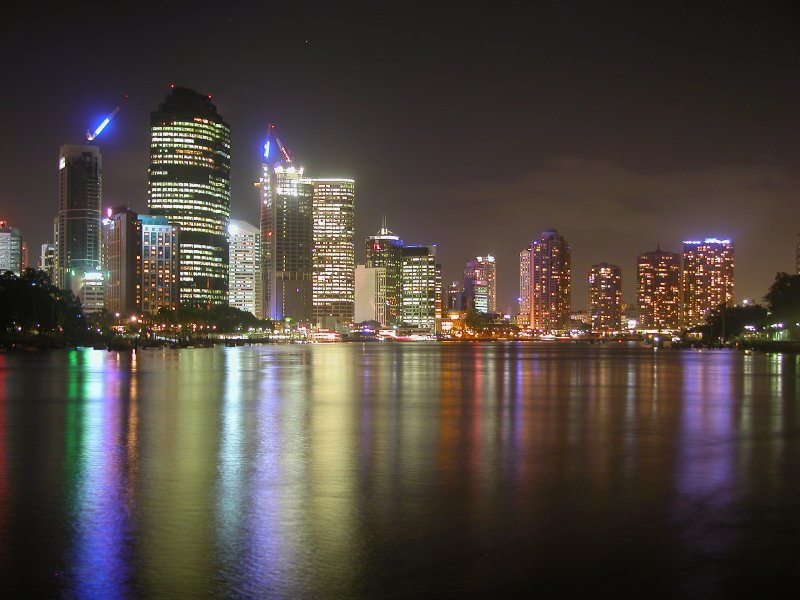
نمایی از آسمانخراش‌های بریزبین و رود بریزبین در شب
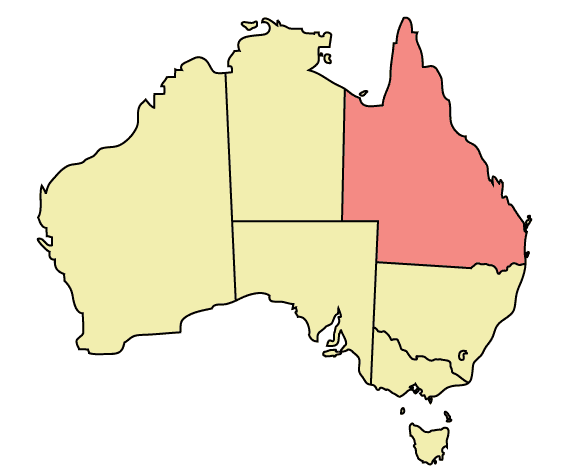
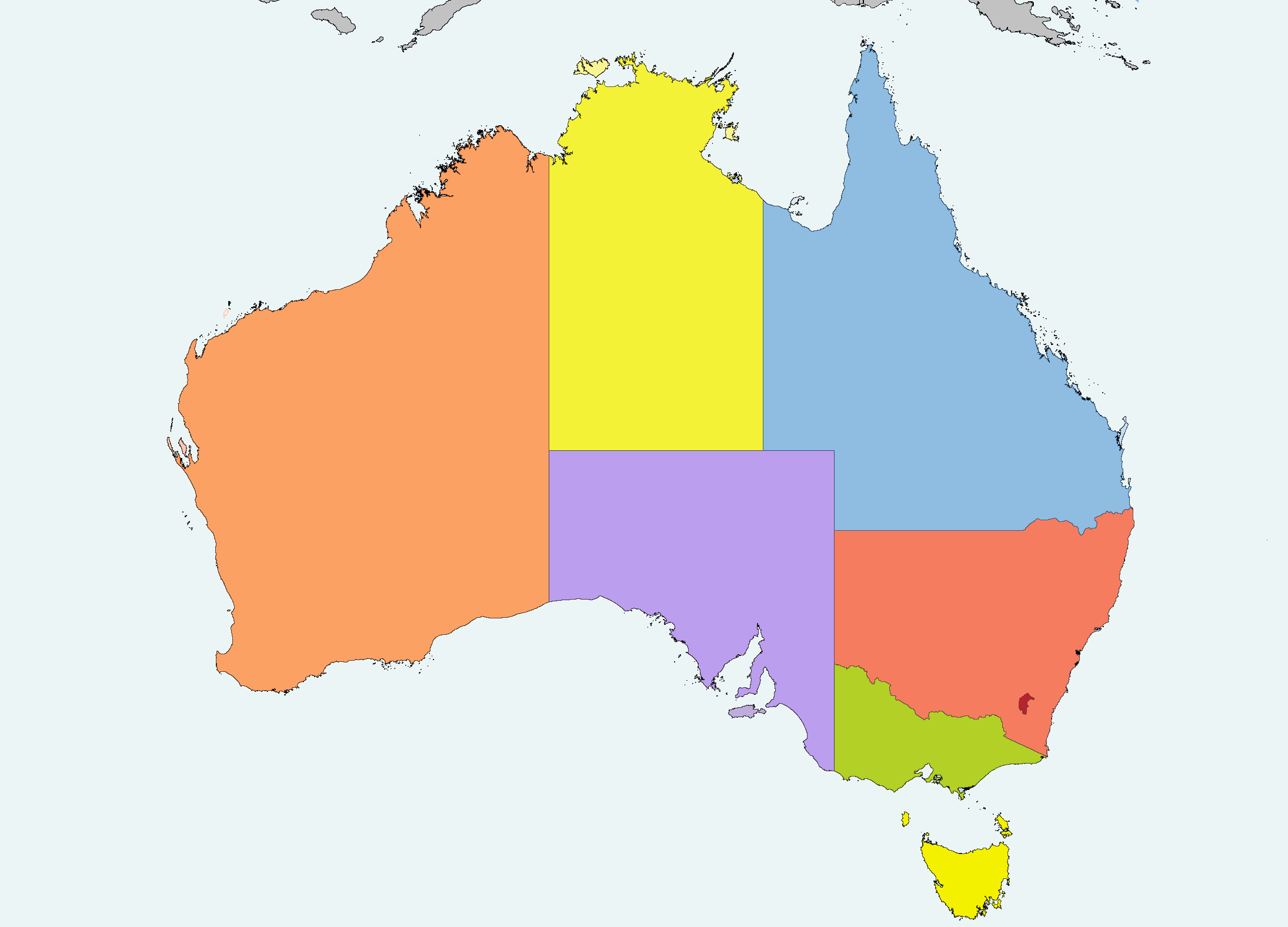
منطقه آبی رنگ ایالت کوئینزلند
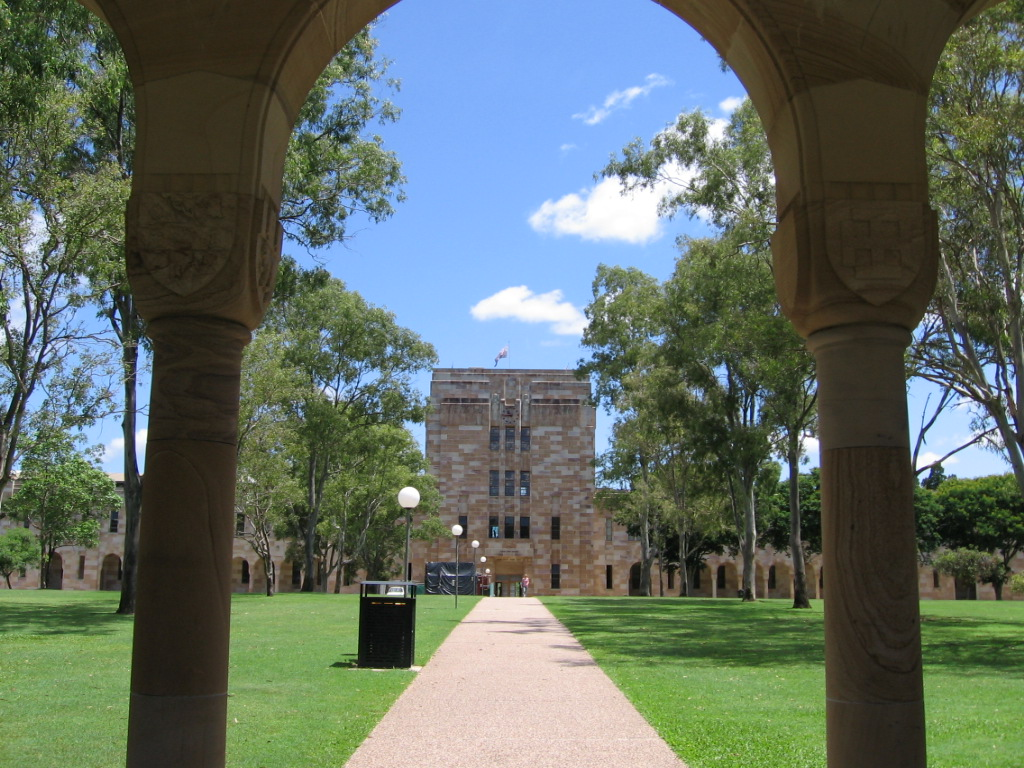
ساختمان فورگان اسمیت و محوطه اصلی در دانشگاه کوئینزلند
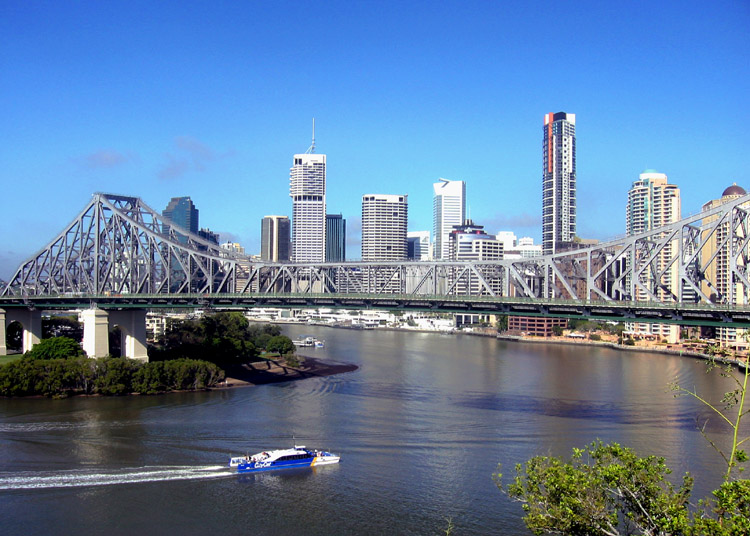
پل استوری